# Wybory parlamentarne w Kazachstanie w 2012 roku
Wybory parlamentarne w Kazachstanie w 2012 roku zostały przeprowadzone 15 stycznia 2012 roku. Zwycięstwo odniosła partia Nur Otan, która zdobyła 83 z 98 mandatów w Mażylisie. Organizacja Bezpieczeństwa i Współpracy w Europie stwierdziła, że „wybory nie spełniały podstawowych zasad demokratycznych wyborów”.

## Wyniki wyborów
| Partia                                    | Głosy     | %     | Mandaty | Zmiana |
| ----------------------------------------- | --------- | ----- | ------- | ------ |
| Nur Otan                                  | 5 621 436 | 80,99 | 83      | –15    |
| Demokratyczna Partia Kazachstanu Ak Żoł   | 518 405   | 7,47  | 8       | +8     |
| Komunistyczna Ludowa Partia Kazachstanu   | 498 788   | 7,19  | 7       | +7     |
| Ogólnonarodowa Partia Socjaldemokratyczna | 116 534   | 1,68  | 0       | –      |
| Kazachska Partia Socjaldemokratyczna Auył | 82 623    | 1,19  | 0       | –      |
| Partia Patriotów Kazachstanu              | 57 732    | 0,83  | 0       | –      |
| Partia Demokratyczna Ädylet               | 45 702    | 0,66  | 0       | –      |
| Nieprawidłowe/Puste głosy                 | 77 707    | -     | -       | –      |
| Razem                                     | 7 018 927 | 100   | 98      | –      |

## Następstwa
Opozycja informowała o szerokiej ilości nadużyć i nieprawidłowości. OBWE i Departament Stanu USA nie uznały wyborów za demokratyczne.